# Stella variabile pulsante
Una stella variabile pulsante è una stella variabile la cui variabilità deriva da successive espansioni e contrazioni degli strati superficiali della stella stessa. Vari tipi di stelle variabili pulsanti sono, per esempio, le Cefeidi (in cui il meccanismo di pulsazione è basato sulla ionizzazione dell'elio), e le RR Lyrae (in cui la pulsazione è basata sulla ionizzazione dell'idrogeno).
Si tratta di un fenomeno fisico analogo alla compressione e successiva dilatazione di un gas provocato dalla corsa di un pistone all'interno di un cilindro, alla quale si accompagna, per effetto adiabatico, un riscaldamento del gas seguito da un raffreddamento. A causa di questo fenomeno la magnitudine della stella pulsante subisce una variazione periodica.
I dettagli del procedimento possono cambiare molto a seconda del tipo di stella variabile. I periodi di variabilità possono andare da poche ore a qualche anno. Alcuni tipi di stella variabile, tra cui le cefeidi, sono molto regolari sia come ampiezza che come periodo, mentre altri, come le variabili Mira, hanno periodi e ampiezze molto diversi da un ciclo all'altro.